# Kira Schnack
Kira Schnack (* 24. April 1994 in Flensburg) ist eine deutsche Handballspielerin.

## Karriere
Kira Schnack begann mit fünf Jahren in ihrer Heimatstadt Harrislee mit dem Handball. Später spielte sie bei der DGF Flensborg und ab 2003 beim dänischen Verein Bov IF. Von dort wechselte sie 2005 zu SønderjyskE, wo die Rechtsaußen ab der Saison 2011/12 in der Frauenmannschaft eingesetzt wurde. Im Sommer 2012 stieg sie mit SønderjyskE in die höchste dänische Spielklasse auf. Ab der Saison 2013/14 stand sie beim deutschen Bundesligisten VfL Oldenburg unter Vertrag. Im Sommer 2017 wechselte sie zur HSG Blomberg-Lippe. Seit der Saison 2020/21 spielt sie bei der HSG Bad Wildungen. Nach der Saison 2021/22 beendet sie ihre Profikarriere. Ab der Saison 2022/23 wird sie beim HC Gelpe/Strombach in der Nähe von Gummersbach spielen.
Für die deutsche Jugendnationalmannschaft bestritt Kira Schnack 31 Länderspiele. Sie stand im Kader der Juniorinnennationalmannschaft, für die sie in 16 Einsätzen 30 Tore erzielte, und mit der sie an der U-19-Europameisterschaft 2013 in Dänemark teilnahm.

## Sonstiges
Kira Schnack ist mit dem deutschen Handballspieler Lukas Blohme liiert.